# 鲁梅
鲁梅（1973年1月—），女，汉族，中华人民共和国外交官，现任中华人民共和国驻阿塞拜疆共和国特命全权大使。

## 生平
鲁梅曾任常驻联合国代表团参赞、外交部国际经济司参赞。2021年，任外交部国际经济司副司长。2025年4月，出任中华人民共和国驻阿塞拜疆大使。